# Bonner Durchmusterung
Bonner Durchmusterung – atlas nieba i katalog gwiazd. Pozycje gwiazd odnoszą się do 1855 roku.
Pierwszą część katalogu opracowano w obserwatorium w Bonn pod kierownictwem niemieckiego astronoma – Friedricha Argelandera. Obserwacje nieba wykonano w latach 1852–1859, zaś katalog ukazał się w trzech tomach wydanych w latach 1859, 1861 i 1862. Katalog Argelandera zawierał pozycje 324 198 gwiazd nieba północnego do 9,5m. Zakres współrzędnych deklinacyjnych katalogu zawierał się w δ= −2° do δ= +90°. Druga część Katalogu została opracowana po śmierci Argelandera przez jego współpracownika – Eduarda Schönfelda, na podstawie obserwacji przeprowadzonych w latach 1876–1881. Zawierała pozycje 133 659 gwiazd nieba południowego w pasie δ= −2° do δ= −23° i została opublikowana w 1886 roku.
W 1903 roku Karl Friedrich Küstner opublikował drugie, poprawione i uzupełnione wydanie katalogu Argelandera.
Katalog oznacza się symbolem BD (stosowane są też SD i DM). Oznaczenia liczbowe gwiazd uszeregowano w pasach deklinacyjnych co 1°.
Kontynuacją katalogu BD jest katalog Cordoba Durchmusterung (CoD), w którym zawarto gwiazdy z pozostałej części nieba, czyli w zakresie deklinacji δ= −23° do δ= −90°.

## Inne katalogi gwiazd
- General Catalogue GC
- Bright Star Catalogue HR, BS, Yale
- Katalog Hipparcosa HIP
- Carte du Ciel